# Georg Friedrich Vogel
Georg Friedrich („Fritz“) Vogel (* 1926; † 2007) war ein deutscher Staatsanwalt in Frankfurt am Main und Darmstadt. Zusammen mit Oberstaatsanwalt Hanns Großmann, Staatsanwalt Joachim Kügler und Gerichtsassessor Gerhard Wiese vertrat Vogel als Staatsanwalt die Anklage im ersten Frankfurter Auschwitzprozess von 1963 bis 1965.

## Auschwitz-Prozess
Vogel und Kügler wurden im Sommer 1959 vom hessischen Generalstaatsanwalt Fritz Bauer mit der Sachbearbeitung des Auschwitz-Komplexes betraut, da die jungen Staatsanwälte nicht in die Verbrechen des NS-Staats verstrickt waren. Vogel bearbeitete bereits seit 1956 NSG-Verfahren und wurde auf Antrag Bauers nach Frankfurt beordert. Das Frankfurter Ermittlungsverfahren wurde von Joachim Kügler und Georg Friedrich Vogel geleitet. Im August 1960 reiste Vogel mit Kügler an den Tatort Auschwitz, um dort das Gelände des Konzentrationslagers zu besichtigen sowie einschlägige Dokumente einzusehen.
Als Anklagevertreter hielt Vogel das Plädoyer zu den Angeklagten Hans Stark, Klaus Dylewski, Pery Broad, Johann Schoberth, Franz Hofmann, Bruno Schlage, Arthur Breitwieser und Stefan Baretzki. In seiner Beweiswürdigung zum Abschluss des Prozesses erklärte Vogel: „Das Frankfurter Schwurgerichtsverfahren war das Gegenteil eines Schauprozesses: Die Wahrheit ist die härteste Anklage“.
Werner Renz, Wissenschaftler am Fritz-Bauer-Institut, äußerte sich 2014 wie folgt zu Vogels Situation zu Beginn der Ermittlungen:

„Im Fall des Frankfurter Auschwitz-Prozesses stellte sich die Arbeitssituation für die beiden jungen Staatsanwälte, die vom hessischen Generalstaatsanwalt Fritz Bauer (1903 –1968) Mitte 1959 beauftragt worden sind, den Verbrechenskomplex Auschwitz aufzuklären, etwas anders dar. Georg Friedrich Vogel (1926 – 2007) und Joachim Kügler (1926 – 2012) waren auf ihre Tätigkeit nicht vorbereitet. Weder lagen ihnen historische Darstellungen vor, die eine Einarbeitung in den Untersuchungsgegenstand ermöglicht hätten, noch konnten sie Historiker konsultieren, die die Geschichte des Konzentrations- und Vernichtungslagers Auschwitz erforscht hatten. Vogel und Kügler leisteten intensive Archivarbeit, fuhren Mitte 1960 hinter den Eisernen Vorhang nach Polen und sichteten Dokumente, vernahmen Auschwitz-Überlebende und SS-Zeugen.“

Nach Ende des Auschwitz-Prozesses kehrte Staatsanwalt Vogel an seine Heimatbehörde in Darmstadt zurück und bearbeitete dort weitere NS-Prozesse.

## Rezeption im Film
Gemeinsam mit Joachim Kügler und Gerhard Wiese war Georg Friedrich Vogel Vorbild für den fiktiven Staatsanwalt Johann Radmann, Hauptfigur in dem 2014 erschienenen Film Im Labyrinth des Schweigens zur Vorgeschichte des Auschwitz-Prozesses.